# Zandzager
De zandzager (Nephtys hombergii) is een in zee levende, carnivore worm, die behoort tot de borstelwormen. Er zijn verschillende soorten, zoals Nephtys cirrosa en Nephtys caeca, maar N. hombergii is de bekendste soort.

## Beschrijving
Het lichaam is duidelijk gesegmenteerd en bevat aan weerszijden van ieder segment twee kleine uitsteeksels. Deze worden zowel bij de voortbeweging als bij de ademhaling gebruikt. De kop is breder en platter dan de achterzijde en is goed te onderscheiden. De kleur is lichtbruin tot rood, de lengte is ongeveer 15 centimeter. Een sterk gelijkende worm, eveneens een borstelworm, is de zeeduizendpoot (o.a. Nereis diversicolor), een belangrijk verschil is de rode ader die bij de zeeduizendpoot duidelijk te zien is. Beide wormen worden gebruikt als aas in de hengelsport bij het vissen in zee.

## Voorkomen
De zandzager kan zwemmen maar leeft op zanderige bodems, meestal in getijdengebieden. De worm kan zich snel ingraven, maar heeft in tegenstelling tot andere borstelwormen geen vaste gang als schuilplaats. Er wordt gejaagd op kleine diertjes als kleine tweekleppigen en andere wormen, ook plantaardig- en organisch materiaal wordt gegeten. Prooidieren zijn onder andere de rode draadworm (Heteromastus filiformis) en de wapenworm (Scoloplos armiger). De zandzager komt in Nederland voor in de Waddenzee en de Noordzee, verder in de Middellandse Zee en de Atlantische Oceaan.
N. hombergii verkiest zanderige bodems me een belangrijk slibaandeel.